# Н036 Белка
Н036 — российская малогабаритная авиационная радиолокационная станция с активной фазированной антенной решёткой для перспективных истребителей пятого поколения. В состав радиолокационного комплекса системы управления вооружением Ш-121 входят:
- антенная система переднего обзора Н036 (X-диапазон);
- антенные системы бокового обзора Н036Б-1-01Л и Н036Б-1-01Б (X-диапазон);
- антенные системы в передних кромках крыла Н036L-1-01 (L-диапазон).

## Разработка
Полноразмерный макет новой БРЛС впервые был показан в 2007 году на Международном авиационно-космическом салоне. Реальная отработка аппаратуры началась в 2008 году, когда был собран первый опытный образец.
На МАКС-2009 был показан прототип БРЛС с АФАР. В 2011 году начались лётные испытания новой фазированной антенной решётки на третьем и четвёртом образцах ПАК ФА. В 2012 году проведено 20 тестовых полётов с АФАР.

## Технические характеристики
По некоторым данным, в Н036 будет использоваться значительная часть технологий, отработанных на Н035. Большая часть характеристик пока остаётся неизвестной; предполагается, что дальность обнаружения целей с ЭПР 1 м² составит 400 км, количество одновременно сопровождаемых целей — 62 с возможностью наведения на 16 целей в воздухе или 4 на суше. В бортовом компьютере используются процессоры «Эльбрус».
- Количество ППМ: 1526 шт.
- Размер антенного полотна: 700×900 мм